# العلاقات الأنغولية الأيرلندية
العلاقات الأنغولية الأيرلندية هي العلاقات الثنائية التي تجمع بين أنغولا وجمهورية أيرلندا.

## مقارنة بين البلدين
هذه مقارنة عامة ومرجعية للدولتين:
| وجه المقارنة                                              | أنغولا           | جمهورية أيرلندا                                       |
| --------------------------------------------------------- | ---------------- | ----------------------------------------------------- |
| المساحة (كم2)                                             | 1.25 مليون       | 70.27 ألف                                             |
| عدد السكان (نسمة)                                         | 29.78 مليون      | 4.76 مليون                                            |
| الكثافة السكانية (ن./كم²)                                 | 23.82            | 67.74                                                 |
| العاصمة                                                   | لواندا           | دبلن                                                  |
| اللغة الرسمية                                             | اللغة البرتغالية | اللغة الأيرلندية، لغة إنجليزية، الإنجليزية الأيرلندية |
| العملة                                                    | كوانزا أنغولي    | جنيه أيرلندي، يورو، عملات اليورو الأيرلندية           |
| الناتج المحلي الإجمالي (بليون دولار)                      | 124.21 مليار     | 333.73 مليار                                          |
| الناتج المحلي الإجمالي (تعادل القوة الشرائية) بليون دولار | 184.83 مليار     | 318.16 مليار                                          |
| الناتج المحلي الإجمالي الاسمي للفرد دولار أمريكي          | 4.10 ألف         | 61.13 ألف                                             |
| الناتج المحلي الإجمالي للفرد دولار أمريكي                 |                  |                                                       |
| مؤشر التنمية البشرية                                      | 0.533            | 0.916                                                 |
| رمز المكالمات الدولي                                      | +244             | +353                                                  |
| رمز الإنترنت                                              | .ao              | .ie                                                   |
| المنطقة الزمنية                                           | ت ع م+01:00      | 00، ت ع م+01:00، أوروبا/دبلن ‏                         |

## منظمات دولية مشتركة
يشترك البلدان في عضوية مجموعة من المنظمات الدولية، منها:
| علم المنظمة | اسم المنظمة                        | تاريخ انضمام أنغولا | تاريخ انضمام جمهورية أيرلندا |
| ----------- | ---------------------------------- | ------------------- | ---------------------------- |
|             | الاتحاد الدولي للاتصالات           | 13 أكتوبر 1976      | 8 ديسمبر 1923                |
|             | منظمة حظر الأسلحة الكيميائية       | ?                   | ?                            |
|             | منظمة التجارة العالمية             | ?                   | ?                            |
|             | منظمة الشرطة الجنائية الدولية      | ?                   | ?                            |
|             | الأمم المتحدة                      | 1 ديسمبر 1976       | 14 ديسمبر 1955               |
|             | يونسكو                             | 11 مارس 1977        | 3 أكتوبر 1961                |
|             | البنك الدولي للإنشاء والتعمير      | 19 سبتمبر 1989      | 8 أغسطس 1957                 |
|             | وكالة ضمان الاستثمار متعدد الأطراف | 19 سبتمبر 1989      | 27 أكتوبر 1989               |
|             | مؤسسة التنمية الدولية              | 19 سبتمبر 1989      | 22 ديسمبر 1960               |
|             | مؤسسة التمويل الدولية              | 19 سبتمبر 1989      | 11 سبتمبر 1958               |
|             | الاتحاد البريدي العالمي            | ?                   | ?                            |

## وصلات خارجية
- موقع وزارة الخارجية الأنغولية